# Pseudopsyllo scutigera
Pseudopsyllo scutigera là một loài nhện trong họ Araneidae.
Loài này thuộc chi Pseudopsyllo. Pseudopsyllo scutigera được Embrik Strand miêu tả năm 1916.